# Ahmet Karlıklı
Ahmet Karlıklı nach anderen Quellen auch Ahmet Karnıklı (* 1. Januar 1930 in Trabzon; † 19. September 1989 in Istanbul) war ein türkischer Fußballspieler und -trainer. Durch seine langjährige Tätigkeit für Galatasaray Istanbul wird er mit diesen Vereinen assoziiert. Er war ein wichtiger Teil jener Galatasaray-Mannschaft, die mit Spielern wie Metin Oktay, Kadri Aytaç, Suat Mamat und Turgay Şeren den türkischen Fußball in den 1950er und 1960er Jahren stark beeinflusste. Da bei Sommer 1959 zu Galatasaray mit Ahmet Berman ein weiterer Ahmet wechselte, wurde Karlıklı wie damals im türkischen Fußball üblich fortan als Küçük Ahmet (dt.: Der kleine Ahmet) bezeichnet und Berman als Büyük Ahmet (dt.: Der große Ahmet) bezeichnet.

## Spielerkarriere

### Trabzon İdmanocağı und Adalet SK
Karlıklı begann mit dem Fußball 1950 in seiner Heimatstadt Trabzon. Hier spielte er bis ins Jahr 1952 für den örtlichen Fußballklub Trabzon İdmanocağı, dem ersten und damals stärksten Verein der Stadt. Hier spielte er u. a. mit Nazmi Bilge zusammen, einem späteren Star im türkischen Fußball.
1952 zog Karlıklı aufgrund seiner schulischen Weiterbildung in die türkische Metropole Istanbul. In Istanbul begann er neben seiner Schulbildung auch beim erst vor zwei Jahren gegründeten Sportverein Adalet SK Fußball zu spielen. Zum Zeitpunkt seines Eintritts zu diesem Klub existierte in der Türkei keine landesübergreifende Profiliga. Stattdessen existierten in den Ballungszentren wie Istanbul, Ankara, Izmir, Adana und Trabzon regionale Ligen, von denen die İstanbul Profesyonel Ligi (dt.: Istanbuler Profiliga) als die renommierteste galt. Adalet wurde zeitgleich zum Eintritt Karlıklıs in die Istanbuler Profiliga aufgenommen und zählte daher zu den unerfahrenen Vereinen dieser Liga. In seiner ersten Saison absolvierte Karlıklı für Adalet acht der möglichen 18 Ligaspiele. Im Laufe der nächsten Saison eroberte er sich einen Stammplatz und behielt diesen bis zu seinem Abschied.
Obwohl sich Karlıklı sich bei Adalet zu einem der auffälligsten Abwehrspieler der Liga entwickelt hatte, wurde er zur Überraschung der Fachpresse zusammen mit seinen Teamkollegen Salim Cavunt und Fahrettin Güzey von seinem Klub im Sommer 1957 ohne Ablösesumme zum Verkauf ausgestellt.

### Galatasaray Istanbul
Nachdem Karlıklı von Adalet zum Verkauf ausgestellt wurde, bemühte sich vor allem der Ligarivale Galatasaray Istanbul um eine Verpflichtung. Auch der Beşiktaş Istanbul schaltete sich ein und versuchte Karlıklı mit einer höheren Summe anzulocken. Dieser lehnte auf seine mündliche Zusage zu Galatasaray hinweisend ab und unterschrieb am 21. Juni 1957 den Vertrag mit Galatasaray. Nach dem Vertrag sollte er ein Gehalt von 8.000 Türkische Lira erhalten, während Beşiktaş ihm 15.000 angeboten hatte.
Bei Galatasaray wurde Karlıklı erst von Cheftrainer Musa Sezer und später von dessen Nachfolger George Dick regelmäßig eingesetzt. Er absolvierte in seiner ersten Saison zwölf der 18 Ligaspiele und erzielte vier Tore. Unter diesem Trainer erreichte Karlıklıs Mannschaft in der Saison 1957/58 die Meisterschaft und beendete die nächste Saison hinter Fenerbahçe als Vizemeister. Während dieser Zeit stieg Karlıklı auch zum Nationalspieler auf.
Ab Frühjahr 1959 nahm Karlıklı mit der Mannschaft an der neugegründeten und landesweit ausgelegten Millî Lig (der heutigen Süper Lig) teil. Diese Liga löste die regionalen Ligen in den größeren Ballungszentren, wie z. B. die Istanbuler Profiliga, als höchste türkische Spielklasse ab. In der ersten Spielzeit der Millî Lig wurde die Meisterschaft in zwei Runden ausgetragen. In der ersten Runde fand das Ligasystem in zwei separaten Gruppen stand. In der zweiten Runde entschieden die beiden Gruppenersten in einem Finale mit Hin- und Rückspiel die Meisterschaft unter sich. Karlıklı nahm mit seiner Mannschaft in der Gruppe Rot am Wettbewerb teil und beendete die Gruppenphase als Tabellenerster. Anschließend spielte die Mannschaft mit Fenerbahçe in einem Hin- und Rückspiel die erste türkische Meisterschaft aus und unterlag dem Erzrivalen. Karlıklı absolvierte nahezu alle Spiele seiner Mannschaft. Zur zweiten Spielzeit dieser Liga wurde nach drei titellosen Spielzeiten Dick durch den Italienischen Trainer Leandro Remondini ersetzt. Auch unter diesem Trainer behielt Karlıklı war nicht mehr unumstrittener Stammplatz und absolvierte nur 25 der möglichen 28 Ligaspiele für seinen Klub. Sein Team vergab in dieser Saison die Meisterschaft weit abgeschlagenen auf dem 3. Tabellenplatz an Beşiktaş Istanbul.
Nachdem der Klub vier Jahre lang ohne Meisterschaftstitel geblieben war, wurde zum Sommer 1960 mit Gündüz Kılıç wieder jener Trainer verpflichtet mit dem der Verein Mitte der 1950er Jahre zwei Mal Istanbuler Meister werden konnte. Kılıç, der auch für die Verpflichtung Karlıklıs verantwortlich gewesen war, setzte ihn in der Milli-Lig-Saison 1960/61 in 22 Ligaspielen ein. Die Mannschaft spielte unter Gündüz' Leitung in dieser Saison bis zum letzten Spieltag mit dem Erzrivalen Fenerbahçe Istanbul um die Türkischen Meisterschaft und vergab sie dann mit einem Punkt Unterschied. Die nachfolgende Spielzeit, die Spielzeit 1961/62, beendete Karlıklıs Team mit dem Gewinn der ersten Türkischen Meisterschaft der Vereinsgeschichte. In dieser Saison eroberte sich Karlıklı wieder einen Stammplatz, war in den Mannschaftsplanungen von Kılıç eine wichtige Rolle und absolvierte nahezu alle Pflichtspielpartien.
In der Saison 1962/63 gelang seiner Mannschaft die Titelverteidigung in der türkischen Meisterschaft. Karlıklı Team gewann in dieser Saison auch den neu eingeführten Türkischen Fußballpokal und wurde damit sowohl erster türkischer Pokalsieger als auch erster türkischer Double-Sieger. Zudem wurde im Europapokal der Landesmeister 1962/63 das Viertelfinale und damit die bis dato beste Platzierung einer türkischen Mannschaft in diesem Wettbewerb im Speziellen und in allen europäischen Vereinswettbewerben im Allgemeinen erreicht. Im Viertelfinale scheiterte die Mannschaft an AC Mailand. Karlıklı absolvierte in der Hinrunde dieser Saison elf der möglichen 20 Ligaspiele, verpasste aber die Spiele im Europapokal der Landesmeister und begann erst mit der Hinrunde wieder durchgängig zu spielen.
In der neuen Saison misslang es Karlıklı zwar sich als unumstrittener Stammspieler durchzusetzen, jedoch wurde er vom Trainerstab in acht Ligaspielen eingesetzt. In dieser Saison verpasste die Mannschaft in der Liga den Anschluss an die Tabellenspitze und beendete die Saison auf dem dritten Tabellenplatz. In der nächsten Spielzeit gelang es ihm allerdings nicht mehr an seine früheren Leistung anzuknüpfen. Stattdessen absolvierte er in Saison lediglich zwei Ligaspiele. Auch in der Saison 1964/65 verspielte seine Mannschaft die Meisterschaft. In den beiden letzten Spielzeiten 1963/64 und 1964/65 holte die Mannschaft aber zum zweiten und dritten Mal den Türkischen Fußballpokal. Dadurch wurde Karlıklı auch Teil jener Mannschaft, die zum ersten Mal den Türkischen Fußballpokal drei Mal in Folge gewinnen konnte.
Nachdem die Mannschaft die letzten zwei Jahre türkischen Meisterschaft titellos geblieben war, wurde im Sommer 1967 eine Revision bei Galatasaray beschlossen. Für die Defensive und das Mittelfeld wurden die Spieler Ahmet Tuna Kozan, Ergün Acuner, Ertan Gürkan, Tuncer İnceler, Ergün Acuner und Bekir Türkgeldi verpflichtet um und aus dem bestehenden Kader einige Spieler auf die Verkaufsliste gesetzt, u. a. Karlıklı. Dabei erklärte Galatasaray für Karlıklı keine Ablösesumme verlangen zu wollen. Karlıklı beendete daraufhin seiner Karriere und wechselte ins Trainerfach.

### Nationalmannschaft
Karlıklı begann seine Karriere bei den türkischen Nationalmannschaften 1958 mit einem Einsatz für die türkische Nationalmannschaft. Im Rahmen eines Testspiels wurde Karlıklı vom türkischen Nationaltrainer Leandro Remondini in die türkische Nationalmannschaft nominiert und gab bei dieser Partie sein A-Länderspieldebüt. 1962 berief Karlıklı dieses Mal der Nationaltrainer Puppo Sandro in den Kader der türkischen A-Auswahl. In diesen Nominierungen absolvierte Karlıklı seine letzten beiden Länderspiele.

## Trainerkarriere
Im Sommer 1966 übernahm Karlıklı bei erst vor einem Jahr gegründeten Verein Sakaryaspor das Amt des Cheftrainers und arbeitete hier eine Saison lang.
Im August 1968 übernahm er beim Istanbuler Zweitligisten Karagümrük SK das Amt des Cheftrainers. Nachdem er zum Jahreswechsel 1968/69 diesen Verein verlassen hatte, übernahm er im Januar 1969 er erneut Sakaryaspor das Amt des Cheftrainers. Wird hier entlassen.
In der Spielzeit 1969/70 betreute Karlıklı den erst vor vier Jahren gegründeten Verein Trabzonspor, den Verein seiner Heimatstadt Trabzon. Nachdem er diesen Verein bis zur Winterpause betreut hatte übergab er sein Am an Altan Santepe. Zum Sommer 1971 wurde er bei Ceyhanspor als neuer Trainer vorgestellt. Ab dem Sommer 1972 war er bei Konya İdman Yurdu tätig.
In der Saison 1975/76 arbeitete er bei Galatasaray Istanbul als Co-Trainer und assistierte dabei dem englischen Cheftrainer Jack Mansell. Im Juli 1976 trat er von diesem Amt zurück.
Zur Saison 1978/79 übernahm er zum zweiten Mal in seiner Karriere Karagümsük SK und betreute diesen bis zum Saisonende. Nachdem das Saisonziel Aufstieg verfehlt worden war, verließ er diesen Verein im Sommer 1979. Bereits im Oktober 1979 übernahm er diesen Verein ein weiteres Mal. Dieses Mal führte er das Team zum Sommer 1980 zur Vizemeisterschaft der 3. Futbol Ligi und zum Aufstieg in die 2. Futbol Ligi. Nach diesem Erfolg blieb er auch in der Saison 1980/81 Trainer von Karagümrük.
Nachdem Karlıklı zwischenzeitlich Karagümrük verlassen hatte, übernahm er im April 1981 erneut diesen Verein. Auch in der nächsten Saison blieb er bei blieb er bei Karagümrük.
Im April 1982 arbeitete er bei Kırklarelispor als Cheftrainer.
Im November 1984 arbeitete er bei Vefa Simtel als Jugendkoordinator.

## Tod
Am 19. September 1986 verstarb Karlıklı. Er wurde am nächsten Tag nach dem Mittagsgebet in der Istanbuler Fatih-Moschee im Edirnekapı Friedhof beigesetzt.

## Erfolge

### Als Spieler
Mit Galatasaray Istanbul
- Meister der İstanbul Profesyonel Ligi: 1957/58
- Türkischer Meister: 1961/62, 1962/63
- Türkischer Pokalsieger: 1962/63, 1963/64, 1964/65
- TSYD-Istanbul-Pokalsieger: 1963/64
- Viertelfinalist im Europapokal der Landesmeister: 1962/63

### Als Trainer
Mit Karagümrük SK
- Vizemeister der TFF 2. Lig und Aufstieg in die TFF 1. Lig: 1979/80